# نغمدرة
نَغَمْدَرَة (بالبُلَارِيّة: نغَمْدٜرٜ) هي عاصمة منطقة أدماوة في الكاميرون . كان عدد سكانها 152,700 في تعداد عام 2005. وفقا لفيلم ليه ميروا - أسياد الماء- من جامعة ترومسو ارتفع عدد السكان بسرعة إلى 1,000,000 (أكتوبر 2016) بسبب الهجرة الجماعية من جمهورية إفريقيا الوسطى والخطر المحدق من بوكو حرام في شمال الكاميرون. يقع في الطرف الشمالي من السكك الحديدية المؤدية إلى ياوندة، وهو أيضًا موطن لمطار نغمدرة. تشمل أماكن الجذب السياحي في المدينة ساحة لاميدو ومسجد لاميدو الكبير . تم تسمية المدينة على اسم جبل قريب على هضبة تحمل نفس الاسم ؛ اسم الجبل هو كلمة من لغة مبوم ل «جبل السرة».

## روابط خارجية
- موقع التسلسل الهرمي الكاثوليكي